# Lerista humphriesi
Lerista humphriesi är en ödleart som beskrevs av  Storr 1971. Lerista humphriesi ingår i släktet Lerista och familjen skinkar. Inga underarter finns listade i Catalogue of Life.